# Грудинно-ключично-сосцеподібна артерія
Грудинно-ключично-сосцеподібна гілка верхньої щитоподібної артерії (лат. r. sternocleidomastoideus arteriae thyroideae superioris) — невелика кровоносна судина, що відходить від верхньої щитоподібної артерії латерально та до низу над загальною сонною артерією та кровопостачає грудинно-ключично-сосцеподібний м'яз. Іноді грудинно-ключично-сосцеподібна гілка верхньої щитоподібної артерії відходить безпосередньо від загальної сонної артерії.